# Bakool
Bakool ou Bākōl é uma região da Somália, sua capital é a cidade de Xuddur.